# Mahindra KUV100
La Mahindra KUV100 è una city car prodotta dal 2016 al 2023 dalla casa automobilistica indiana Mahindra & Mahindra. In Italia è stata importata dal 2018.

## Contesto
La KUV100 è una utilitaria di segmento A a cinque porte con carrozzeria rialzata stile crossover lunga 3,70 metri prodotta dal 2018 dalla Mahindra e importata in Italia dall’estate dello stesso anno andandosi a posizionare come diretta concorrente di vetture come Fiat Panda e Hyundai i10. La caratteristica della KUV100 è la disponibilità sul mercato indiano dell’abitacolo a sei posti con tre posti anteriori e tre posteriori: il sedile guidatore è singolo mentre quello passeggero può ospitare due passeggeri, tuttavia per ragioni di sicurezza in Europa viene venduta solo nella versione a 5 posti con un piccolo tunnel portaoggetti sistemato tra i due sedili anteriori. In India la principale concorrente è la Renault Kwid, altra crossover di segmento A prodotta dalla casa francese per i mercati emergenti dove riscuote un buon successo.
La Mahindra con la KUV100 ha voluto realizzare una vettura poco costosa che potesse offrire un abitacolo comunque spazioso e adattarsi alle esigenze delle famiglie indiane di “prima macchina”. La maggiore altezza da terra (17 centimetri) è dovuta alle condizioni del manto stradale indiano spesso dissestato e non asfaltato.
Il modello europeo presenta rinforzi strutturali per poter superare i crash test di omologazioni più severi. La trazione è anteriore e la piattaforma di base è inedita in quanto la Mahindra in passato ha prodotto solo vetture fuoristrada con telaio a longheroni e traverse. Nuovo anche il motore un tre cilindri 1.2 mFalcon da 82 cavalli alimentato a benzina, sul mercato indiano viene venduta anche una versione diesel 1.2 mFalcon tre cilindri common rail turbo da 77 cavalli non esportata.
Dal dicembre 2018 viene proposta in Italia anche una versione bifuel con motore 1.2 mFalcon a benzina e GPL. L’impianto a gas viene installato dalla BRC Gas Equipment.
Il modello europeo presenta sospensioni riviste e un assetto più confortevole oltre ad una dotazione arricchita comprensiva di ABS, ESP, airbag frontali e autoradio oltre a optional come sensori parcheggio, cerchi in lega e vernice bicolore.
In India la KUV100 nel 2017 ha adottato anche un sistema multimediale da 7 pollici touchscreen con radio bluetooth navigatore satellitare e retrocamera posteriore non disponibile in Europa. KUV100 NXT 2020 monta nuovi supporti motore per dare maggior silenziosità e ridurre le vibrazioni, il motore beneficia di 5 cv in più rispetto alla versione precedente.